# Gestión Insular para el Deporte, la Cultura y el Ocio
La empresa pública Gestión Insular para el Deporte, la Cultura y el Ocio (IDECO) dependiente del Cabildo de Tenerife tiene como objetivo promover y fomentar la práctica del deporte en la isla de Tenerife y asume entre otras funciones la de gestión, administración, conservación, mejora e inspección de las instalaciones deportivas insulares.

## Actividades y funciones
Ideco se encarga de la gestión de 4 centros deportivos ubicados en diferentes zonas de la isla de Tenerife
- Complejo Deportivo de Tenerife Santa Cruz-Ofra[2]
- Pabellón de Deportes Santiago Martín[3]
- Centro de Atletismo de Tenerife (CIAT)[4]
- Centro Colombófilo Internacional ‘Isla de Tenerife’ (actualmente cerrado)

También se encarga de gestionar dos centros de ocio: 
- Albergue Montes de Anaga[5]
- Cueva del Viento[6]

Por otro lado, también gestiona cuatro programas y/o actividades: 
- La carrera de montaña Tenerife Bluetrail[7]
- Plan de Actividad Físico-Deportiva para la Inclusión Social (PADIS)
- Oficina de la Participación y el Voluntariado Ambientales
- Promoción del Tenerife Circuito del Motor[8] (aún en construcción)

Ideco apoya también la organización de eventos deportivos a través de convenios y patrocinios en distintas especialidades deportivas.